# ハットトリック (プロレス)
ハットトリックは、シアタープロレス花鳥風月のタッグチーム、ユニット。

## 概要
シアタープロレス花鳥風月の服部健太とプロレスリングSECRET BASEの三尾祥久による越境タッグチームとして誕生。のちに三尾が花鳥風月へ移籍。花鳥風月純正タッグチームとなる。
チーム名の由来は「ハットリ」の響きと三尾の「3（点）」。

## 略歴
- 2014年12月13日、プロレスリング・SECRET BASE・王子BASEMENT MONSTER大会でタッグを結成。
- 花鳥風月の2015年2月15日大会よりアイドルタッグチーム「ハットトリック」と命名。入場曲は光GENJI「STAR LIGHT」。
- 2015年2月20日付けで三尾がSECRET BASE退団。
- 2015年2月21日、プロレスリングHEAT UP初参戦[1]。
- 3月14日付けで三尾が花鳥風月に移籍[2]。
- 2015年3月29日、プロレスリングAK・秋田・セリオンプラザ大会にて郡司歩、佐々木大地組と対戦[3]。
- 2015年5月30日、浅草橋ヒューリックホール大会にて、元光GENJI・山本淳一がゲスト出演。入場曲を歌唱。
- 2015年12月13日、東京タワースタジオ大会にて、元光GENJI・大沢樹生がゲスト出演。入場曲を歌唱。
- 2016年1月17日、王子神谷・シアター・バビロンの流れのほとりにてにて行われた花鳥風月若手ONE DAYトーナメント決勝で初のシングルマッチが実現[4]。
- 2016年2月14日、東京タワースタジオ大会で、服部健太＆三尾祥久、山本淳一組が実現（山本淳一デビュー戦）[5][6]。
- 6月5日、勝村周一朗欠場により、服部がメインに抜擢されたため、“白い服部”の異名をもつ住吉久仁夫が代打出場。試合後、三尾が新戦士「朱雀（スザク）」を呼び込む[7]。

- 三尾が現役引退を表明し事実上の解散。

## メンバー
- 服部健太 （結成 - ）担当カラー・   青
- 三尾祥久 （結成 - ）担当カラー・   赤

6人タッグ編成では加わる選手により以下のようにタッグ（ユニット）名が変更となる。
- 関友紀子 （ - セクシーハットトリック）担当カラー・   ピンク
- 岡田剛史 （ - スーパーハットトリック）担当カラー・   黄色
- 服部が抜け、関と岡田が入った編成 （ - 新型ハットトリック[8]）
- 山本淳一（ - リアルハットトリック）担当カラー・   真紅
- 住吉久仁夫（ - 白いハットトリック）担当カラー・   白
- 朱雀（スザク）